# Kiiking
Kiiking er en sport hvor det handler om at gynge. Ordet "kiik" betyder på estisk "gynge"

## Kiikinggynge
En kiikinggynges arme er lavet af stål og armene fastgjort således at det er muligt at svinge 360 grader rundt om gyngens afstivende metalstang. Personen som gynger har sine fødder fastspændt så personen ikke falder af. Jo længere armene på gyngen er, desto sværer er det at fuldføre en fuld omgang, det vil sige lave en loop. Ado Kosk har patent på et design som muliggøre at forlænge gyngens skellet og arme.

## Kiikingkonkurrence
Kiikingsporten blev opfundet i Estland omkring år 1996 af Ado Kosk. Sporten går ud på at fuldføre en omdrejning på gynge med så lange gyngearme som muligt. Det nuværende rekorden som ligger på 7 meter og 3 cm blev sat af Ants Tamme i 2012.

## Eksterne links

### Hjemmesider
- Kiiking
- Kiiking hos www.thecheers.org

### Medier
- Kiiking
- Most 360 revolutions on a kiiking swing ind i one minute på Youtube